# Johannes Karg

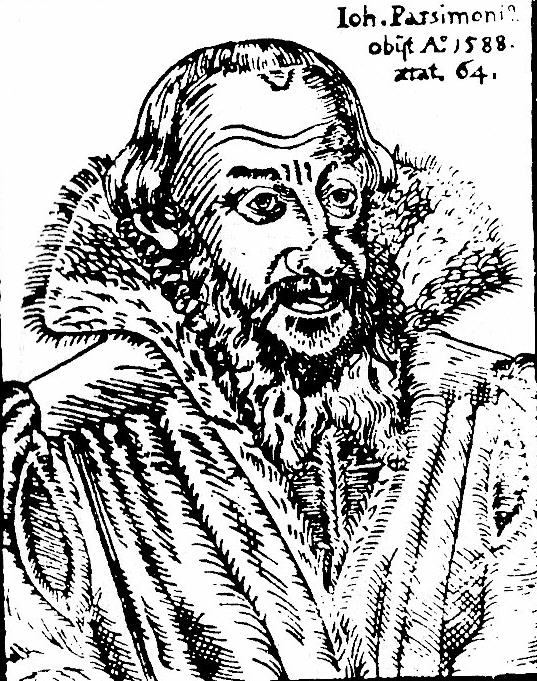
Johannes Karg

Johannes Karg, auch: Parsimonius; (* 7. Januar 1525 in Augsburg; † 24. Dezember 1588 in Hirsau) war ein deutscher lutherischer Theologe, Historiker und Pädagoge.

## Leben
Johannes Karg war ein Sohn des Schuhmachers Michael Karg (1497–1577) und dessen Frau Felizitas (1500–1586). Er besuchte in seiner Kindheit die Schule seiner Heimatstadt. Als begabter Schüler konnte Karg durch die Förderung des Augsburger Bürgermeisters Wolfgang Rehlinger 1536 das örtliche Gymnasium bei St. Anna besuchen. Er erlangte ein städtisches Stipendium, woraufhin er sich am 15. April 1539 an der Universität Tübingen immatrikulierte. Er fand Aufnahme im Haus von Johann Hildebrand, absolvierte die Grundstudien an der philosophischen Fakultät, machte sich mit Jakob Andreae bekannt und erhielt am 3. Februar 1542 den akademischen Grad eines Magisters.
Zurückgekehrt nach Augsburg, konnte Karg sich, unterstützt von der Stadt, einem theologischen Studium zuwenden. Dazu begab er sich am 21. Dezember 1542 an die Universität Wittenberg. In Wittenberg besuchte er die Vorlesungen von Martin Luther, Philipp Melanchthon, Caspar Cruciger des Älteren und Johannes Bugenhagen. Nachdem er an der Beisetzung Luthers in der Wittenberger Schlosskirche teilgenommen hatte, ging Karg zurück in seine Heimatstadt, wo er per Ratsbeschluss am 22. Juli 1546 eine Stelle als Diakon am Augsburger Dom antrat und so mit Wolfgang Musculus zusammenarbeitete.
Als dessen treuer Schüler musste Karg aufgrund Augsburger Interims 1548 seine Heimatstadt verlassen. Er begab sich mit Musculus nach Basel, wo er sich zunächst mit Privatvorlesungen über Musik und Sprachen seine Existenz sicherte und die Hebräischvorlesungen von Sebastian Münster besuchte. Nach Beruhigung der Lage in Augsburg kehrte er dorthin zurück und errichtete eine Privatschule, die von den Kindern finanzkräftiger Eltern besucht wurde. Da er jedoch seine Schule nicht nach den Vorschriften des Interims führte, musste er diese wieder schließen und verließ am Ende des Jahres 1550 die Stadt. Über Leipheim gelangte er nach Tübingen, wo er Unterstützung bei Jacob Andreae fand.
1552 wurde Karg von Christoph von Württemberg als 1. Diakon an der St. Georgskirche in Tübingen angestellt, wo Johann Isenmann Hauptpfarrer war. 1556 wurde er zum Superintendenten und Stadtpfarrer in Blaubeuren ernannt, 1558 ging er in gleicher Funktion nach Cannstatt und unterzeichnete in diesem Amt am 19. Dezember 1559 das Bekenntnis vom Nachtmahl. Da er sich in seiner theologischen Tätigkeit das Vertrauen seines Dienstherrn erworben hatte, wurde er 1559 als Hofprediger nach Stuttgart berufen und zum herzoglich württembergischen Rat ernannt. In dieser Funktion unterrichtete er die Kinder des Herzogs.
Nachdem Karg mehrfach Prälaturen ausgeschlagen hatte, nahm er nach dem Tod seines Dienstherrn 1569 die Prälatur des Abtes vom Kloster Hirsau an, womit er einen Sitz im württembergischen Landtag erhielt. Neben der Verwaltung des Klosters und seiner Klosterschule beschäftigte er sich mit der Abfassung pädagogischer Schriften und gab ein Gesangbuch heraus. Dennoch schien die Verwaltungsarbeit ihn nicht zu befriedigen; Intrigen und Ränkespiele sorgten dafür. In seinen letzten Lebensjahren beschäftigte sich Karg mit der Geschichte des Klosters Hirsau sowie weltgeschichtlichen Themen. Ihm standen dazu aus der Klosterbibliothek Schriften aus dem 12. Jahrhundert zur Verfügung. Bis heute sind seine Arbeiten nicht in vollem Umfang aufbereitet worden.

## Schriften
- Rudimenta hebraeae grammaticae
- Die wahre Gegenwart des Leibes und Blutes Christi beim Abendmahl
- Formae aliquot seu exempla benedicendi nuptias
- De Arithmetica
- Teutsche Musica Parsimonij
- Onomasticum historicum (12 wichtige Bände in der Herzog August Bibliothek in Wolfenbüttel)
- Chronologia (ungedruckt)

## Familie
Johannes Karg heiratete am 28. Januar 1550 Maria († 1557), die Adoptivtochter des Lateinischen Schulmeisters Menrath Vogt und der Clara Wolf aus Augsburg. Im November 1557 ehelichte er in zweiter Ehe Sara, die Tochter des Hauptmanns und Pulvermachers Johann Buck und seiner Frau Ottilie (1509–1587) aus Augsburg. Aus diesen Ehen sind diese Kinder bekannt:
- Johannes genannt Hans (* 1551). Er heiratete 1576 in Tübingen Anna Andrae († 1617).
- Maria (* 1557). Sie heiratete 1576 in Hirsau Johannes Hollin († 1602).
- Christoph (1565–1580)
- Michael (1559–1578)
- Sara (* 1561)
- Johannes Christoph (1565–1585)
- Anna Maria (* 1566). Sie heiratete 1585 in Hirsau Beatus Fabri (1561–1596).
- Elisabetha (* 1568). Sie heiratete 1586 in Hirsau Jakob Weyss († 1596).
- Felicitas (* 1569). Sie heiratete 1588 in Hirsau Matthäus Vogel (1563–1624).
- Paul (* 1571). Er heiratete 1593 in Bönnigheim Ursula Rottenburger (1574–1616).
- Joseph (* 1572). Er heiratete 1594 in Tübingen Agnes Wurster.
- David (1574–1580)
- Judith (1576–1619). Sie heiratete Wilhelm Gmelin (1573–1635).